# Aaron Kwok
Aaron Kwok, (Hong Kong, 26 de outubro de 1965) é um ator e cantor de cantopop. Além desse estilo, o cantor já trabalhou com gêneros como rock and roll, soul, electronica, baladas, entre outros. Em 1991, ganhou os prêmios Jade Solid Gold Top 10 Awards e RTHK Top 10 Gold Songs Awards. Recebeu em 2003 o "Prêmio Dez Jovens Mais Extraordinários" in 2003.
Em 17 de fevereiro de 2008, ele realizou o show "Aaron Kwok De Show Reel Extension Live" na AsiaWorld Arena em Hong Kong no maior palco giratório já utilizado, com 10m x 9.44m, o que lhe rendeu uma menção no Guinness World Records. Em 2016, ele recebeu o Prêmio Cinematográfico de Hong Kong para Melhor Ator por seu papel no filme Daap hyut cam mui..